# لورينزو أور
لورينزو أور (بالإنجليزية: Lorenzo Orr)‏ مواليد 20 يناير 1971 في ديترويت، هو لاعب كرة سلة أمريكي معتزل. يبلغ طوله 6 قدم 8 بوصة (2.0 م).

## المسيرة الاحترافية
لعب مع إم زد تي سكوبيه في موسم 2000–2001، ثم لعب مع إلان شالون في الدوري الفرنسي في موسم 2002–2003، ثم لعب مع أورليان لواريت في موسم 2004–2005، ثم لعب مع فريبورغ أولمبيك في موسم 2006–2007.

## روابط خارجية
- لورينزو أور على موقع كرة السلة الأوروبية.كوم (الإنجليزية)
- لورينزو أور على موقع كلية كرة السلة في سبورتس رفرنس.كوم (الإنجليزية)
- لورينزو أور على موقع بروبوليرز (الإنجليزية)